# Hubert Gardas
Hubert Gardas (ur. 17 kwietnia 1957 w Lyonie) – francuski szermierz, szpadzista, złoty medalista olimpijski.
Na igrzyskach olimpijskich w Moskwie w 1980 roku reprezentacja Francji w składzie: Philippe Boisse, Hubert Gardas, Philippe Riboud, Patrick Picot i Michel Salesse zdobyła drużynowo złoty medal. Indywidualnie nie startował. Był to jego jedyny start olimpijski.
Nie zdobył medalu mistrzostw świata.
W 1990 roku ukończył HEC Paris.